# Phantasy Star (серия игр)
Phantasy Star (яп. ファンタシースター Фантаси: Сута:, «Фантастическая Звезда») — серия компьютерных ролевых игр, созданных компанией Sega. Дебют первой игры серии под названием Phantasy Star состоялся в 1987 году на консоли Sega Master System. Впоследствии было выпущено множество продолжений и спин-оффов, последняя из которых массовая многопользовательская онлайн-игра Phantasy Star Online 2. Каждая из игр представляет собой RPG с элементами научной фантастики, умело сочетающей магию и высокие технологии.
Игры серии проходят в двух вымышленных вселенных. В то время как сюжет первых четырёх игр разворачивается на планетарной системе Алголь (англ. Algol), в более поздних, в том числе и многопользовательских играх действие происходит в других галактиках, без каноничных ссылок на оригинальные игры. Повторяются только общие темы, враги и общий антагонист — Тёмная Сила (англ. Dark Force).

## Оригинальная серия
Сюжет игр из оригинальной серии разворачивается в Солнечной Системе Алголь, которая состоит из четырёх планет — Палма (англ. Palma) — зелёный мир, Мотавия (англ. Motavia) — пустынный мир, Дезорис (англ. Dezoris) — мир льда и таинственная планета Рикрос (англ. Rykros), которая из-за своей вытянутой орбиты появляется в видимом диапазоне лишь раз в тысячу лет. На протяжении игр игроки путешествуют по четырём планетам, взаимодействуют с жителями и узнают секреты о происхождении Солнечной Системы, которая неразрывно связана с древним конфликтом.
- Phantasy Star (яп. ファンタシースター Фантаси: Сута:, «Фантастическая Звезда») — первая игра серии, выпущенная для Sega Master System в Японии 20 декабря 1987 года, и через год в США. В ней представлены планеты, расы и знания. Игра считается первопроходцем в жанре ролевых видеоигр, за использовавшиеся на тот момент передовые графические технологии, а также будучи первой сюжетной игрой, выпущенной в США. Сюжет Phantasy Star разворачивается вокруг Элис Ландэйл (англ. Alis Landale), молодой девушки из Палмы, и в частности одной из первых главных героев — женщин. Её задания вызваны жаждой мести, но необходимость оказать неотложную помощь жителям Алгола вынуждает её присоединится к мускусной кошке по имени Мяу (англ. Myau), воину по имени Один (англ. Odin) и волшебнику по имени Ной (англ. Noah). Вместе они противостоят против группы Лассика англ. Lassic, возглавляемой Тёмным Фальцем (англ. Darkfalz).
- Phantasy Star II (яп. ファンタシースター II 還らざる時の終わりに  Фантаси: Сута: Цу: Каэрадзару Токи но Овари ни, «Фантастическая Звезда II: Конец Потерянной Эпохи») — игра, выпущенная в марте 1989 года, уже на консоли Sega Mega Drive/Genesis. Этот переход положительно сказался на графике и длине квестов; в целом игра стала в два раза длиннее предшественника. В игре рассказывается об истории Рольфа (англ. Rolf) — агента города Пасео (англ. Paceo) на планете Мотавия. В новой игре, сюжет которой начинается через тысячу лет после событий первой игры, Мотавия больше не является пустынным миром, она преобразовалась в пространство с обилием растительности и животных, благодаря общесистемной компьютерной сети, известной как Материнский Мозг (англ. Mother Brain). Но из-за сбоя в сети в результате различных катастроф произошли мутации, от изменения климата до появления мутировавших животных и растений, именуемых биомонстрами. На Рольфа возложена миссия лишить Материнский Мозг контроля над системой. К нему присоединяются такие персонажи как человекокошка Неи (англ. Nei the numan), охотник Рудо (англ. Rudo), доктор Эми (англ. Amy), биолог Хью (англ. Hugh), страж Анна (англ. Anna), воровка Шир (англ. Shir), а также «ломатель» Кейн (англ. Kane), которые не меньше пострадали в конфликте. Окружённые монстрами с одной стороны и правительством Палмы с другой, Рольф и союзники делают всё возможное, чтобы дни сил зла оказались сочтены.
- Phantasy Star III: Generations of Doom (яп. 時の継承者 ファンタシースターIII Токи но Кэйсё:ся Фантаси: Сута: Сури:, «Преемники Времени: Фантастическая Звезда III») — третья часть серии, выпущенная на Mega Drive/Genesis в 1991 году. Игра представляет собой отход от истоков серии, во многом из-за того, что действия происходят в средневековой стилистике, а не в научно-фантастическом мире. Сюжет игры проходит между двумя фракциями — Оракианы (англ. Orakians) и Лаяны (англ. Layans), которые вовлечены в военный конфликт, поскольку их основатели исчезли без объяснений 1000 лет назад. В Phantasy Star III использована уникальная сюжетная линия, которая охватывает три поколения, начиная с Риса (англ. Rhys) и Оракиана. Сюжет разворачивается вокруг этих поколений, которые в итоге соединяются с Лаянами. В конце каждого поколения игрок определяет следующего главного героя, а также определяет на какой женщине он женится. Конфликт между Оракианами и Лаянами продолжается вне зависимости от этих вариантов, пока в конце концов не выясняется, что это было просто следствием гораздо более серьёзной борьбы, которая перекликается с двумя предыдущими играми.
- Phantasy Star IV: The End of the Millennium (яп. ファンタシースター 千年紀の終りに Фантаси: Сута: Сэннэнки но Овари ни, «Фантастическая Звезда IV: Конец Тысячелетия») последняя часть оригинальной серии Phantasy Star, выпущенная на Mega Drive в Японии в ноябре 1993 года, в США и Европе — в 1995 году. Основываясь на геймплее других предшественников, в игре добавлены новые функции, такие как предварительно программируемые боевые манёвры под названием «Макрос» (англ. Macros), комбинации атак между двумя и более персонажами и панель в стиле манга — иллюстрации к основным видеороликам. Это также первая игра в серии, в которой раскрывается более глубокое взаимодействие и развитие персонажей. Спустя 1000 лет после событий первой Phantasy Star, события игры вновь разворачиваются в Солнечной Системе Алголь, которая пришла в большой упадок после события, именуемого Великий Коллапс. Люди борются за выживание в жестоком климате и возрождающихся биомонстров. Среди них Чаз Эшли (англ. Chaz Ashley) и его наставник Элис Брангвин (англ. Alys Brangwin), охотники, которые зарабатывают на жизнь посредством выполнения различных заданий для клиентов: от защиты граждан от нападения монстров до расследования странных событий. Как оказалось, случайные связи приводят к общесистемному кризису. Чаз и союзники должны выполнить обещание по уничтожению возрождающихся сил тьмы. Однако, в последней игре оригинальной серии, игроки не только должны оказаться лицом к лицу с воплощением зла, но и заглянуть в его первоисточник, чтобы спасти Алголь раз и навсегда от мрачной участи.

## Сборники и ремейки
Популярность серии игр Phantasy Star как на востоке, так и на западе стала предпосылкой для Sega к переизданию игр из оригинальной серии — издании их на больших расширенных сборниках, а также созданию ремейков:
- Phantasy Star Collection — сборник из четырёх игр оригинальной серии, выпущенной на консоли Sega Saturn в 1998 году, как часть серии Sega Ages только в Японии. Версия для Game Boy Advance была разработана Digital Eclipse в 2002 году. В отличие от релиза для Saturn, в порте не была включена игра Phantasy Star IV. Три из четырёх игр повторно выпущены на PlayStation 2 как часть Sega Genesis Collection. Все четыре игры появились в сборнике Sonic's Ultimate Genesis Collection для консолей Xbox 360 и PlayStation 3. В этом сборнике включены специальные функции, такие как закадровая информация и возможность сохраняться в любом месте.
- Phantasy Star Generation 1 (яп. ファンタシースター generation:1, «Фантастическая Звезда: Поколение 1») — улучшенный ремейк оригинальной Phantasy Star, выпущенный в 2003 году на PlayStation 2 как часть серии Sega Ages 2500. В ремейке была улучшена графика, появилась новая версия музыки, более конкретизированные диалоги и богатая история.
- Phantasy Star Generation 2 (яп. ファンタシースター generation:2, «Фантастическая Звезда: Поколение 2») — была выпущена в 2005 году. Проект является улучшенным ремейком Phantasy Star II. В ней отражаются события оригинальной игры. Порт имеет улучшенную графику, пересмотренную боевую систему и переделанный саундтрек.

## Спин-оффы
Эти игры сделаны по мотивам оригинальных игр, в некоторых случаях с их персонажами но другими сюжетными линиями, слабо связанных с основным сюжетом. Они выпущены только в Японии.
- Phantasy Star Gaiden (яп. ファンタシースター・外伝 Фантаси: Сута: Гайдэн, «Фантастическая Звезда Гайден») — игра, выпущенная в 1992 году для Game Gear, спин-офф оригинальной Phantasy Star. Сюжет происходит в колонии, известной как Копто (англ. Copto). Основной героиней является Алис Ландэйл. В новой игре Алис вновь призвана на борьбу со злом, на тот момент выступающему в форме Кабурона (англ. Kaburon), которого только она в состоянии победить. Большая часть игры — описание приключений Минины и Алека (англ. Minina and Alec), пока они спустя 400 лет не соединятся с Алис, до этого они были в криогенном сне и просыпаются для того, чтобы противостоять Кабурону. После того как Копто сохраняется, игра предвещает к возрождению зла в Алголе.
- Phantasy Star Adventure (яп. ファンタシースターアドベンチャー Фантаси: Сута: Адобэнтя:, «Приключения на Фантастической Звезде») — видеоигра с видом от первого лица в жанре текстовой игры, выпущенная в 1993 году для Game Gear. Её сюжет разворачивается параллельно с событиями Phantasy Star II. Игроки принимают на себя роль агента Пасео (англ. Paseo). Он получает письмо от друга и учёного Кена Миллера (англ. Ken Miller), который учится на ледяной планете Дезорис, в котором предлагает посмотреть на его новое изобретение. Оказавшись там, игрок узнаёт, что устройство Кена отсутствует и начинает расследование.
- Phantasy Star II Text Adventures (яп. ファンタシースターIIテキストアドベンチャー Фантаси: Сута: Цу: Тэкусуто: Адобэнтя:, «Фантастическая Звезда II: Текстовые Приключения») — серия из восьми видеоигр в жанре текстовых игр, доступных для японских пользователей модема Sega Meganet на Sega Mega Drive; позже выпущена как часть компиляции для Sega Mega-CD. Сюжет каждой из игр начинается незадолго до событий Phantasy Star II с документированным фоном персонажей и разъяснением того, что они прибывают в город Пасео, где они в конечном итоге объединяются чтобы исследовать проблемы Солнечной Системы Алголь.

## Phantasy Star Online
- Phantasy Star Online (яп. ファンタシースターオンライン Фантаси: Сута: Онрайн, «Фантастическая Звезда Онлайн») — серия многопользовательсьских ролевых видеоигр, первоначально выпущенная для консоли Dreamcast в 2000 году; позднее первая часть была портирована для Xbox, Nintendo GameCube и персонального компьютера. Phantasy Star Online начинает новое приключение с упором на бедственное положение колонии космических кораблей «Пионер 2» (англ. Pioneer 2) в другой звёздной системе. Игроки сражаются на нескольких уровнях на четырёх различных областях, чтобы позднее столкнуться лицом к лицу с Тёмным Фальцем (как дань оригинальной серии). В дополнение к основному сюжету игроки могут выполнять побочные квесты Гильдии Охотников, которые рассказывают о жизни жителей «Пионера 2» и предыстории игры. В лучших традициях ролевых онлайн-игр, наградой за выполнение квестов является вознаграждение игроков с Месеты (англ. Meseta), возможность изучать историю внутри Пионера 2 при помощи общения с жителями и возможность получения специального оружия.
- Phantasy Star Online Episode I & II («Фантастическая Звезда Онлайн. Эпизоды 1 и 2») — дополнение к первой части, не включённое в оригинал. Игра была выпущена для Nintendo GameCube и Xbox, в 2002 году. Проект представил несколько новых функций, таких как многопользовательский режим split-screen, три новых класса персонажей, баланс игры. Снижено число опыта, необходимых для некоторых требований. Добавлена калибровка классов и пять новых исследуемых областей.
- Phantasy Star Online Episode III: C.A.R.D. Revolution  (яп. ファンタシースターオンライン エピソード3 カード レボリューション Фантаси: Сута: Онрайн: Эписодо 3 Ка:до Рэборю:сён, «Фантастическая Звезда Онлайн. Эпизод 3: С.A.R.D Революция») — игра, выпущенная эксклюзивно для Nintendo GameCube. Выполнена в стиле карточной игры. Проходит 21 год после событий Episode I & II. Следующий народ Пионера 2 заселяет планету Раголь (англ. Ragol). Правительство на фоне внутренней борьбы стремится использовать таинственное вещество, обнаруженное на планете, известной как зародыш, в качестве энергии для создания новой технологии — Сжатого Заместителя Реальных Данных (С. З. Р. Д.) (англ. Compressed Alternate Reality Data (C.A.R.D.)). Игроки берут на себя роль агентов правительства, на которых возложена миссия по изучению, исследованию и уничтожению Аркзов (англ. Arkz) — повстанческих элементов, которые сами пытаются перехватить и уничтожить планы правительства по эксплуатации планеты.
- Phantasy Star Online Episode IV: Blue Burst («Фантастическая Звезда Онлайн. Эпизод 4: Синяя Съёмка») — игра, выпущенная эксклюзивно для персональных компьютеров. Эпизод расширяет вселенную Episode I & II и выполнена в формате hack and slash. Появились новые карты, враги и предметы. Новые карты включают в себя локации Маршруты Кратеров («Crater Routes»), Интерьер Кратера («Crater Interior») и Подземную Пустыню (англ. Subterranean Desert).
- Phantasy Star 0 (яп. ファンタジースターZERO)
- Phantasy Star Online 2 (яп. ファンタシースターオンライン2 Фантаси: Сута: Онрайн Цу:)
- Phantasy Star Nova

## Phantasy Star Universe
- Phantasy Star Universe (яп. ファンタシースターユニバース Фантаси: Сута: Юниба:су, «Вселенная Фантастической Звезды») — перезапуск серии, выпущенный подразделением Sega Sonic Team для персональных компьютеров, PlayStation 2 и Xbox 360. Большая роль уделена многопользовательскому режиму, но в отличие от предшественника был улучшен и одиночный режим. Действие игры разворачивается в звёздной системе Гураль (англ. Gurhal), состоящей из трёх планет, каждая со своей уникальной культурой и жителями. После Финального Конфликта, войны закончившейся 100 лет назад, между тремя планеты создан союз, ведущих к созданию союзных армий. Во время подписания мирного соглашения, метеоритный дождь облегчает вторжение из трёх планет расы монстров Сид. Игра вращается вокруг Итан Уэбер (англ. Ethan Waber) — члена элитного солдатского отряда называемого Гардианс, которые должны сплотится против новой угрозы.
- Phantasy Star Universe: Ambition of the Illuminus (яп. ファンタシースターユニバース イルミナスの野望 Фантаси: Сута: Юнибасу: Ирумибасу но Ябо, «Вселенная Фантастической Звезды: Амбиции Светящегося») — дополнение к Phantasy Star Universe, включающее в себя новых врагов, оружие, уровни и города. В Ambition of the Illuminus продолжается история, в которой может персонально фигурировать игрок. Теперь центральный игрок может расследовать и работать для восстановления мира хаотической системы Гураль. Игрок исследует землю через серию одиночных миссий, встречая таких знакомых персонажей как Этан Уэбер. Многопользовательский мир значительно расширен новыми миссиями и подземельями.
- Phantasy Star Portable (яп. ファンタシースターポータブル Фантаси: Сута: По:табуру)
- Phantasy Star Portable 2 (яп. ファンタシースターポータブル2 Фантаси: Сута: По:табуру Цу:)
- Phantasy Star Portable 2 Infinity (яп. ファンタシースターポータブル2 インフィニティ Фантаси: Сута: По:табуру Цу: Инфинити)

## Общие элементы
Сюжет, сеттинг и темы серии Phantasy Star значительно варьируются. В Phantasy Star, Phantasy Star II и Phantasy Star IV зло показано в виде живого организма, проявляющего активный интерес в галактических событиях.
Зло, известное как «Dark Force» («Тёмная Сила») свирепствует в планетной системе Алголь каждую тысячу лет, результатом этого является массовое уничтожение людей. Оно начинает свою кампанию с тонких способов, как правило подчиняя других своей воле. «Dark Force» никогда не раскрывает себя. С каждым его воплощением, группа защитников стремятся подавить его, после чего в системе Алголь наступает период восстановления и процветания. Этот цикл спокойствия и уничтожения повторяется каждое тысячелетие. В Phantasy Star IV также присутствует источник этого существа — Абсолютная Тьма.
Игры оригинальной серии проходят в системе Алголь, в трёх больших планетах: Палма, Мотавия и Дезолис. Палма разрушена во время событий Phantasy Star II, когда тюрьма — спутник Гаира (англ. Gaira) врезается в планету. Несколько колониальных кораблей слетают от стихийного бедствия, и один их кораблей, Алиса III, является предпосылкой к Phantasy Star III. Другие локации в рамках серии включают в себя несколько искусственных спутников и Рикрос, планету с очень вытянутой орбитой. Phantasy Star Online и Phantasy Star Universe проходят в разных солнечных системах.
Вымышленные расы, которые фигурируют в серии, включают живых андроидов, созданных людьми, называемых CAST в спин-оффах, Новых Людей (англ. Newman), которые ранее именовались Нуманами (англ. Numans), эльфоподобных гуманоидов, созданных посредством генной инженерии и кода ДНК людей и других существ, и генетически модифицированных биомонстров.

## История
Оригинальная Phantasy Star вышла на игровой консоли Sega Master System в Японии 20 декабря 1987 года. Она разработана на одном из первых картриджей, в котором включалось дополнительное питание от аккумулятора и использовало функцию сохранения. Игра включает в себя лабиринтообразные подземелья в трёхмерном стиле. Phantasy Star, наряду с Dragon Quest и Final Fantasy, зарекомендовала себя как основоположник жанра японских ролевых игр. Первые четыре игры происходили в одной вымышленной вселенной, в отличие от многих аналогичных игр этого жанра, в которых сюжетные линии не связаны между собой.
Игры Phantasy Star Online и Phantasy Star Universe, являются отдельными сериями, созданными по мотивам оригинала. Они продолжает тему постоянной игровой вселенной; но в отличие от оригинальных игр, действие происходит в разных планетарных системах.

## Отзывы критиков и влияние
Игры серии Phantasy Star были высоко оценены поклонниками и критиками. Первые четыре игры рассматриваются как классика ролевых игр. После первого релиза, серия была положительно отмечена за уникальный футуристичный геймплей, чего ещё не было в других подобных играх. Важным новшеством в оригинальной Phantasy Star, которое стало нормой для последующих игр, стали персонажи с собственной предысторией; в отличие от Wizardry и Gold Box, где игрок сам создавал собственного героя. Было также отмечено, что в первой Phantasy Star главный герой — женщина Элис Ландэйл. Она стала также одной из первых ролевых игр, в которой показаны анимированные встречи с монстрами, и в которой присутствуют путешествия между тремя планетами. Серия была настолько революционной, что в 2000 году была отмечена в Зале Славы сайта GameSpy. Обозреватель Джеймс Фадж отметил, что «все, знающие о Phantasy Star, находят её необыкновенной, весёлой и странной».
Phantasy Star II считалась одной из лучших игр для того времени и рассматривается как проект «с огромным количеством нововведений», по версии Nintendo Power. Она рассматривается многими критиками как основоположник аспектов ролевых игр, таких как эпичность, драма, активно разворачивающийся вокруг персонажа сюжет, и тактическая боевая система. В центре сюжета — научная фантастика, что было на тот момент уникальной фишкой. Вместо нападения антагонистов на главных героев — инопланетное вторжение на землян. Сильная характеристика игры, а также самопознание, были главными мотивирующим фактором для персонажей во время боя. Это являлось серьёзным ответвлением от предыдущих ролевых игр, и оказало большое влияние на последующие, в том числе и на франшизу Final Fantasy. Серия также предприняла попытку создания системы социальных комментариев, которая позднее будет использована в той же Final Fantasy.
В Phantasy Star III: Generations of Doom отмечен инновационный и оригинальный нелинейный сюжет, который охватывает три поколения персонажей, и может быть изменён в зависимости от того, на какой из девушек женился герой каждого поколения, что в итоге может привести к одной из четырёх концовок. Phantasy Star IV: The End of the Millennium ввела использование боевых манёвров и комбинацию атак.
Сотрудники Nintendo Power похвалили оригинальную игру, заявив, что Phantasy Star стала удачным ответвлением от Dragon Quest или Dungeons & Dragons, благодаря использованию научно-фантастических элементов. Среди многих других достижений было включение персонажей с реальными личностями и представлением псевдотрёхмерных подземелий, что было настоящим техническим прорывом на тот момент. Журналист IGN Джереми Конрад заявил, что «любой, кто играл в 8- и 16-битные консоли, знает это название [Phantasy Star]», а также назвал первые четыре игры «эпичными».
Многие спин-оффы серии, в том числе и Phantasy Star Online Episodes I & II и Phantasy Star Zero, имеют благоприятные оценки на сайте Metacritic. Phantasy Star Online была признана одной из лучших игр прошлого десятилетия, оказавшие влияние на развитие консольных онлайн-игр и стало предпосылкой для создания многопользовательских онлайн-игр, таких как Final Fantasy XI, Dragon Quest X и Monster Hunter. В целом Phantasy Star Online «создала основу онлайн-игр, и свершила в реальность концепцию платных услуг для консолей», прокладывая путь для последующих игровых сервисов.

## Медиа
- Phantasy Star Compendium («Сборник Фантастической Звезды») — специальная книга, изданная Sega в конце 1995 года, в которой описан процесс разработки игры и расширенная информация о персонажах, мирах и знаниях из оригинальной серии игр. Книга намеревалась установить чёткую связь между четырьмя мирами и подробно останавливается на истории солнечной системы Алголь. В среде объединения выявляются Лайя и Оракио (англ. Laya and Orakio) из Phantasy Star III: Generations of Doom — лидеры повстанцев, вступающих в сложную политическую борьбу между королевской семьёй Алголь, в том числе Алис Ландэйл и лазутчиков Земли из Phantasy Star II. В соответствии с серией, все пути конфликта ведут прямо к источнику тёмных сил и его предшественников, Абсолютной Тьмы. Некоторые детали не отражают первоначальных намерений для этой серии, и таким образом этот факт встретил неприязнь со стороны давних поклонников серии, посчитавших, что книга слишком осложняет сюжет[18].
- Phantasy Star Memorial Drama («Фантастическая Звезда. Памятная Драма») — альбом, выпущенный компанией SoftBank, в 1995 году. В дисках содержится музыка и диалоги, рассказывающий новую историю вокруг персонажей игры из Phantasy Star IV. Показывая события за три года до событий основной игры, она включает в себя героя Руна Уолш (англ. Rune Walsh), помогающему Чазу Эшли вспомнить его дни, когда он занимался мелким воровством. История разворачивается вокруг искусственного интеллекта, называемого Ген, который в результате Великого Коллапса убеждён, что человечество виновато в неприятностях на Алголе, и инициирует ряд планов по их устранению. В нём также присутствует духовное возвращение Нея из Phantasy Star II в качестве нового персонажа, который помогает Чазу расстроить зловещие планы Гена[19].